# Маргарита Валуа (королева Франції і Наварри)

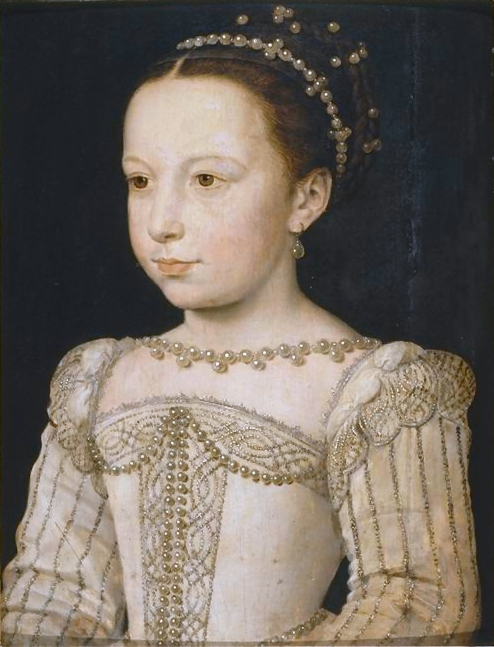
Маргарита Валуа

Маргари́та де Валуа́ (фр. Margarita de Valois; 14 травня 1553 – 1615) — дочка короля Франції Генріха II і Катерини Медічі; носила титули Маргарити Французької, королеви Франції, графині Ажанської, герцогині Валуа, а в літературу увійшла як королева Марго. 